# فيليكس جونز (لاعب اتحاد الرغبي)
فيليكس جونز (بالإنجليزية: Felix Jones)‏ (و. 1987  م) هو لاعب اتحاد الرغبي أيرلندي، ولد في دبلن، مركز لعبه هو ظهير ‏.

## التعليم
تعلم في كلية دبلن الجامعية
.

## روابط خارجية
- فيليكس جونز على موقع سلسلة سباعيات الرغبي العالمية - رجال (الإنجليزية)
- فيليكس جونز عل موقع إسبنسكروم (الإنجليزية)
- فيليكس جونز على موقع ItsRugby.co.uk (الإنجليزية)